# Kasper Nielsen
Kasper Nielsen (Hillerød, 9 de junio de 1975) fue un jugador de balonmano danés que jugó de lateral izquierdo. Fue un componente de la Selección de balonmano de Dinamarca.
Con la selección ganó la medalla de oro en el Campeonato Europeo de Balonmano Masculino de 2008 y en el Campeonato Europeo de Balonmano Masculino de 2012.
También logró la medalla de plata en el Campeonato Mundial de Balonmano Masculino de 2013.

## Palmarés

### GOG Gudme
- Liga danesa de balonmano (3): 1998, 2000, 2004
- Copa de Dinamarca de balonmano (2): 2003, 2005

### Füchse Berlin
- Copa de Alemania de balonmano (1): 2014

## Clubes
- Helsingør IF (1995-1997)
- GOG Gudme (1997-2001)
- SG Flensburg-Handewitt (2001-2002)
- GOG Gudme (2002-2005)
- SG Flensburg-Handewitt (2005-2008)
- GOG Gudme (2008-2010)
- Faaborg HK (2010)
- Bjerringbro-Silkeborg (2010-2014)
- Füchse Berlin (2014)
- TBV Lemgo (2015)
- Ribe-Ebsjerg (2015-2016)
- Ajax København (2016)